# Деифоб
Деифоб (др.-греч. Δηΐφοβος) — древнегреческий герой. Сын Приама и Гекубы. Участвовал в состязаниях в Трое в соревнованиях по бегу. Злился, когда пастух Парис победил на играх. Убил Аскалафа и Автоноя. В «Илиаде» убил двух греков. Всего убил четверых воинов. Ранен Менелаем.
Женился на Елене после гибели Париса. Подходил к троянскому коню. Убит Менелаем при взятии Трои. По другой версии, был убит Еленой.
Эней встретил Деифоба в Аиде, у него были отрезаны уши и нос, и тот рассказал, как Елена унесла из дома меч.
Действующее лицо трагедий «Александр» Еврипида и «Деифоб» Акция.